# Дамашкан, Илья
Илья Дамашкан (рум. Ilie Damașcan; 12 октября 1995, Сороки) — молдавский футболист, нападающий и полузащитник.

## Биография
Начинал заниматься футболом в спортивной школе г. Сороки. В 2010 году перешёл в академию кишинёвского «Зимбру». В первой половине 2010-х годов начал выступать за резервный состав «Зимбру» в Дивизионе «А», был одним из лучших бомбардиров команды. Стал обладателем Кубка и Суперкубка Молдовы 2014 года, однако в обоих финальных матчах оставался в запасе. В чемпионате Молдовы дебютировал за основной состав «Зимбру» 3 августа 2014 года в матче против «Академии», отыграв весь матч, и на 15-й минуте матча забил свой первый гол в высшем дивизионе. Всего за пять сезонов сыграл 85 матчей и забил 11 голов в чемпионате страны за «Зимбру». Принимал участие в матчах еврокубков. Финалист Кубка Молдовы 2017/18.
В начале 2019 года перешёл в армянский «Бананц» и сыграл 11 матчей в весенней части чемпионата Армении сезона 2018/19, сделав 6 голевых передач.
Летом 2019 года вернулся в Молдову и присоединился к клубу «Петрокуб». Обладатель Кубка Молдовы 2019/20. В 2020—2021 годах выступал за клубы второго дивизиона Румынии. Осенью 2021 года присоединился к клубу «Сфынтул Георге», с которым стал финалистом Кубка Молдовы 2021/22.
Выступал за юношескую и молодёжную сборную Молдовы.

## Личная жизнь
Брат Виталий (род. 1999) тоже профессиональный футболист.